# Partecosta tenera
Partecosta tenera é uma espécie de gastrópode do gênero Partecosta, pertencente a família Terebridae.